# Frönäs
Frönäs är en bydel i Övermark i Närpes kommun i Österbotten. Invånarantalet är kring 46 personer år 2007.[källa behövs]
Näringslivet i byn består främst av växthusodling och lantbruk.